# Camponotus piceus
Camponotus piceus é uma espécie de inseto do gênero Camponotus, pertencente à família Formicidae.